# Macrorhynchus manusferrea
Macrorhynchus manusferrea är en plattmaskart som beskrevs av Artois och Schockaert 200. Macrorhynchus manusferrea ingår i släktet Macrorhynchus och familjen Polycystididae. Inga underarter finns listade i Catalogue of Life.